# Mina de Idrija
La mina de Idrija es una antigua mina de mercurio en la localidad eslovena de Idrija. La mina llegó a ser la segunda más grande que producía este mineral en el mundo (tras la mina de Almadén, en España). Hoy día una parte de la mina se ha reconvertido en museo, siendo el más importante monumento de Idrija. 

## Historia
El descubrimiento del mercurio  contribuyó a la formación de Idrija. Según la leyenda, un hombre que fabricaba tinas de madera descubrió mercurio en los alrededores de Idrija en 1490. Mientras que el hombre  vertía agua en la tina, algo brilló en el agua. Quiso mover la tina, pero era tan pesada, que no pudo moverla ni un centímetro. Fue a Škofja Loka y allí descubrieron que se trataba de mercurio.
En Idrija comenzaron excavar los minerales en la última década del siglo XV. Esto lo demuestra la iglesia de la Santísima Trinidad, que fue construida en 1500 en el lugar donde se cree que fue encontrado el mercurio. Hasta 1508 los mineros no habían encontrado mucho mercurio en la tierra, pero aquel año encontraron enormes cantidades de mercurio en la llamada galería de Antonio. El importante castillo de Gewerkenegg, en Idrija, construido en 1527, nunca ha servido para defensa de la ciudad, sino que fue utilizado para conservar el mercurio y también como residencia de la administración minera. 
En 1575 la mina cayó plenamente en manos de la administración austríaca y fue de su propiedad hasta 1918. Cuando la autoridad cambió, también la mina se modernizó. Construyeron  hornos de retorta para quemar el metal y bombas para evacuar el agua de la tierra. A finales del siglo XVII y principios del siglo XVIII.

## Museo minero
Junto al antiguo Pozo de Francisco están exhibidas, en dos salas, las antiguas máquinas de minería. Cerca está la casa minera renovada, que pertenece a la segunda mitad del siglo XVIII.

### Galería de Antonio
Una parte de la mina está refundada como museo y está abierta a los turistas. Se llama Galería de Antonio y se encuentra inmediatamente detrás de la puerta principal antigua. En la casa donde está la entrada a la galería de Antonio, nació Stanko Bloudek, diseñador de aviones, deportista y diseñador de edificios deportivos de origen esloveno.

### Rueda de madera
Probablemente  su nombre, «kamšt», es de origen alemán y proviene de la palabra «kunst». El bombeo del agua de la mina siempre ha sido problema. Lo resolvió la aparición de las bombas eléctricas. En la mina de Idrija trataron de solucionar este problema con varias versiones de ruedas y bombas. Hace doscientos años aproximadamente, construyeron una rueda de madera grande, que servía para bombear el agua de la tierra. 
La rueda, con un diámetro de 13 metros, empujaba unos puntales de 67 metros en horizontal y 340 metros en vertical en la cueva. En el fondo había  una bomba para el agua. Cuando la inundación de 1948 se llevó el dique del río Idrijca (que dirigía el agua a través del canal Rake a la rueda), la rueda de madera se paró para siempre. Ahora la rueda está renovada y puede girar solo con la fuerza de las manos. Kamšt es la rueda de madera más grande de Europa por el momento y es una de los más grandes maravillas técnicas de Eslovenia y de Europa.  

### Rake
La rueda de madera, o Kamšt, necesitaba el flujo continuo del agua para su funcionamiento. Al lado del río Idrijca construyeron el Rake, un canal para abastecer el agua. Cuando el Kamšt paró de funcionar, quedó así hasta hoy. Ahora el canal está renovado parcialmente y al lado de él hay un sendero peatonal entre Idrija y el lago Divje.

## Patrimonio de la humanidad
Eslovenia presentó su candidatura para incluir a Idrija en la lista del Patrimonio de la Humanidad de la Unesco, en 2008, junto con la mina de mercurio de Almadén, en España, y la mina de plata de San Luis Potosí en México. En 2009, la comisión de la Unesco rechazó la demanda por su deficiencia. La solicitud completa pasó el proceso de selección y la mina de Idrija se inscribió en la lista, junto con la mina de Almadén el 30 de junio de 2012 en la 36ᵃ reunión de la conferencia de la Unesco.